# Pablo Pérez (argentyński piłkarz)
Pablo Javier Pérez (ur. 10 sierpnia 1985 w Rosario) – argentyński piłkarz występujący na pozycji środkowego lub prawego pomocnika, obecnie zawodnik Boca Juniors.

## Kariera klubowa
Pérez pochodzi z Rosario i jest wychowankiem tamtejszego klubu CA Newell’s Old Boys. Treningi w akademii juniorskiej rozpoczął jako piętnastolatek, zaś do pierwszego zespołu został włączony w wieku dwudziestu jeden lat przez trenera Nery'ego Pumpido. W argentyńskiej Primera División zadebiutował 2 grudnia 2006 w zremisowanym 2:2 spotkaniu z Godoy Cruz, zaś premierowe gole strzelił 26 maja 2007 w zremisowanej 4:4 konfrontacji z Estudiantes La Plata, trzykrotnie wpisując się na listę strzelców. Mimo obiecującego początku nie potrafił wywalczyć sobie pewnego miejsca w wyjściowym składzie – ponadto ekipa Newell's przeżywała w tamtym czasie jeden z trudniejszych okresów w dziejach klubu, walcząc głównie o utrzymanie w lidze. W lipcu 2009 udał się na roczne wypożyczenie do ekwadorskiego potentata – drużyny CS Emelec. W tamtejszej Serie A zadebiutował 16 sierpnia 2009 w wygranym 2:1 meczu z Olmedo, natomiast jedyną bramkę zdobył dokładnie miesiąc później w wygranej 4:0 konfrontacji z Espoli, mierzonym strzałem z połowy boiska. Ogółem w barwach Emelecu spędził osiem miesięcy (z czego trzy pod okiem trenera Jorge Sampaolego), a w marcu 2010 rozwiązał umowę i powrócił do ojczyzny z powodów rodzinnych.
W lipcu 2010 Pérez – również na zasadzie wypożyczenia – został zawodnikiem drugoligowego Uniónu Santa Fe. Jako filar drużyny prowadzonej przez szkoleniowca Franka Darío Kudelkę wywalczył z nią na koniec rozgrywek 2010/2011 awans do pierwszej ligi argentyńskiej. Bezpośrednio po tym powrócił do Newell's, gdzie tym razem został podstawowym graczem środka pola w taktyce trenera Gerardo Martino. Szybko zaskarbił sobie miano czołowego zawodnika rozgrywek – był motorem napędowym ataków drużyny, imponując dynamiką i ofensywnym stylem gry. Siłę ofensywną ekipy współtworzył z graczami takimi jak Ignacio Scocco czy Maxi Rodríguez. W jesiennym sezonie Inicial 2012 zdobył z Newell's wicemistrzostwo Argentyny, zaś pół roku później – podczas rozgrywek Final 2013 – wywalczył tytuł mistrza kraju. W czerwcu 2013 zajął natomiast drugie miejsce w de facto superpucharze Argentyny – Copa Campeonato (tytuł ten jest jednak uznawany przez argentyńską federację za wicemistrzostwo kraju). Za sprawą świetnych występów i przywiązania do barw klubowych Pérez był ulubieńcem kibiców Newell's – w swojej macierzystej ekipie spędził ogółem pięć i pół roku.
W styczniu 2014 Pérez za sumę 950 tysięcy euro przeszedł do hiszpańskiego Málaga CF, podpisując trzyipółletnią umowę. W Primera División zadebiutował 17 stycznia 2014 w zremisowanym 0:0 spotkaniu z Valencią, a jedyną bramkę strzelił 25 marca tego samego roku w przegranej 1:2 konfrontacji z Espanyolem. Po pół roku miała miejsce zmiana trenera – Bernda Schustera zastąpił Javi Gracia, który nie widział dla Argentyńczyka miejsca w składzie i ani razu nie powołał go do kadry meczowej. W konsekwencji całą jesień zawodnik występował wyłącznie w Atlético Malagueño – czwartoligowych rezerwach Málagi. W styczniu 2015 powrócił do ojczyzny, na zasadzie półtorarocznego wypożyczenia (za 200 tysięcy euro) dołączając do stołecznego CA Boca Juniors. Tam z miejsca wywalczył sobie niepodważalną pozycję w linii pomocy w taktyce trenera Rodolfo Arruabarreny (a później Guillermo Barrosa Schelotto).
Już we wrześniu 2015 Pérez został wykupiony przez Boca za sumę miliona euro. W sezonie 2015 zdobył tytuł mistrza Argentyny, a w tym samym roku wywalczył także puchar Argentyny – Copa Argentina. W 2016 zajął drugie miejsce w superpucharze kraju – Supercopa Argentina, a w sezonie 2016/2017 zdobył z Boca trzecie w swojej karierze mistrzostwo Argentyny. W 2018 roku ponownie zajął natomiast drugie miejsce w rozgrywkach superpucharu.

## Kariera reprezentacyjna
Pierwsze powołanie do seniorskiej reprezentacji Argentyny Pérez otrzymał od selekcjonera Jorge Sampaolego, w październiku 2017 na spotkanie z Ekwadorem (3:1) w ramach eliminacji do Mistrzostw Świata w Rosji. Nie pojawił się jednak wówczas na boisku i w kadrze zadebiutował dopiero 27 marca 2018 w przegranym 1:6 meczu towarzyskim z Hiszpanią.